# Seaton, Illinois
Seaton är en ort i Mercer County i delstaten Illinois, USA.